# Leonard Huxley
Leonard Huxley (11 de diciembre de 1860 – 2 de mayo de 1933) fue un escritor británico, maestro y editor.

## Biografía

### Familia

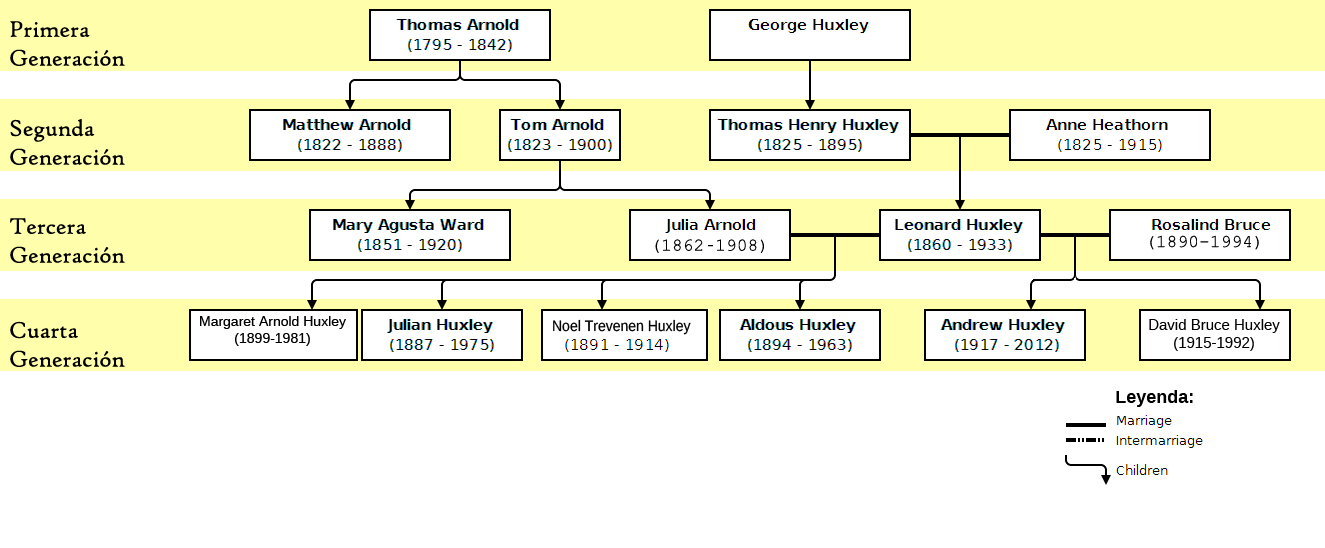
Huxley

Leonard Huxley nació el 11 de diciembre de 1860. Su padre fue el zoólogo Thomas Henry Huxley, también conocido como el Bulldog de Darwin por su defensa de la teoría de la evolución de Charles Darwin.
Leonard estudió en la University College School situada en Londres, en St Andrews University situada en Escocia y en Balliol College situada Oxford.
Su primer matrimonio fue con Julia Arnold, hija de Tom Arnold, hermana de la novelista Mrs. Humphry Ward, sobrina del poeta Matthew Arnold y nieta de Thomas Arnold, el director de la Rugby School (que aparece en la obra Tom Brown's School Days).
Tuvieron cuatro hijos, el biólogo Julian Huxley (1887-1975), el escritor Aldous Huxley (1894-1963), Noel Trevenen (1889 – suicidio en 1914) y su hija Margaret Arnold Huxley (1899-1981).
Tras la muerte de su primera esposa, Leonard se casó con Rosalind Bruce  y tuvo otros dos hijos. El mayor de estos fue David Bruce Huxley (1915-1992), cuya hija Angela se casó con George Pember Darwin, hijo del físico Charles Galton Darwin. El hijo más joven fue Andrew Huxley (1917-2012), fisiólogo y biofísico británico que ganó el premio Nobel de Fisiología.

### Trabajo
Publicó una biografía de su padre, Thomas Henry Huxley (Life and Letters of Thomas Henry Huxley) y otra del botánico y explorador inglés  Sir Joseph Dalton Hooker (Life and Letters of Sir Joseph Dalton Hooker). También sobre Huxley publicó “Thomas Henry Huxley: a character sketch” (1920) y una pequeña biografía de Darwin.
Fue maestro en Charterhouse School entre 1884 y 1901. Posteriormente trabajó en Cornhill Magazine como ayudante de dirección desde 1901 hasta 1916, año en que se convirtió en director de la revista.

#### Obras
- 1900 Life and Letters of Thomas Henry Huxley. 2 vols.
- 1912 Thoughts on education drawn from the writings of Matthew Arnold (editor)
- 1913 Scott's last expedition (editor). 2 vols.
- 1918 Life and Letters of Sir Joseph Dalton Hooker OM, GCSI. 2 vols.
- 1920 Anniversaries, and other poems
- 1920 Thomas Henry Huxley: a character sketch
- 1920 Charles Darwin
- 1924 Jane Welsh Carlyle: letters to her family 1839-1863 (editor)
- 1926 Progress and the unfit
- 1926 Sheaves from the Cornhill
- 1930 Elizabeth Barrett Browning: letters to her sister 1846-1859 (editor)